# Carlos Badal Andani
Carlos Badal Andani (Castelló, Ribera Alta, 22 de gener de 1999) és un futbolista valencià.

## Carrera
Badal va començar la seua carrera al València, estant una dècada a l'estructura de l'equip. El febrer de 2016, va debutar amb l'equip sub-19 a la UEFA Youth League contra el Chelsea. L'octubre de 2017 va debutar amb el Mestalleta a Segona Divisió B, en derrotar el CE Alcoià al minut 53 en la jornada 8 de la temporada 2017/18. Badal va jugar amb la selecció espanyola sub-16 entre el 2014 i el 2015.
El febrer de 2019 es va traslladar a Àustria cedit al club de segona divisió SK Austria Klagenfurt. L'abril de 2019 va debutar amb l'equip. Després de la finalització de la cessió, l'agost del 2019 va fitxar per l'Oriola CF. El 2021 fitxa per la Penya Esportiva d'Eivissa.